# What Time Is It?
What Time Is It? (em português, Que Tempo é Esse?), É o número musical de abertura e primeiro single do filme original Disney Channel High School Musical 2. É apresentado na trilha sonora do filme, e é a primeira música da trilha sonora a se executada.
A canção teve sua estréia mundial na Radio Disney em 25 de maio de 2007. Em 8 de junho, a Disney estreou o vídeo como uma prévia em várias nações, quase na mesma época. O single foi lançado em 16 de julho de 2007 em todo o mundo e em 17 de julho de 2007 nos Estados Unidos.
A música deveria ser tocada durante os fogos de artifício da véspera de Ano Novo em  Sydney Harbour em 31 de dezembro de 2007. Mas isso não ocorreu.

## Videoclipe
O videoclipe da música e a sequência do filme começam com o East High Wildcats em uma sala de aula. Na lousa da sala de aula, uma foto é visível com Sharpay e Ryan Evans tocando "Bop to the Top", ao lado de onde diz "School's Out!" Um pôster para o musical East High Winter, "Twinkle Town", com Troy Bolton (Zac Efron) e Gabriella Montez (Vanessa Hudgens) também é visível. Quando o relógio tem dez segundos para ir antes da campainha, a turma começou a cantar "verão!" ficando mais alto até a campainha tocar, após o que a música é tocada. O videoclipe contém cenas diretamente do filme e foi lançado em 31 de julho de 2007 na iTunes Store. O videoclipe também foi lançado no Disney Channel.

## Formatos
| CD single aprimorado |                                                              |         |  |
| N.º                  | Título                                                       | Duração |  |
| 1.                   | "What Time is It?"                                           | 3:18    |  |
| 2.                   | "High School Musical 2" (trailer do filme; vídeo aprimorado) | 2:09    |  |

| Lista de faixas digitais da iTunes |                                                     |         |  |
| N.º                                | Título                                              | Duração |  |
| 1.                                 | "Entrevista da Radio Disney: High School Musical 2" | 2:14    |  |
| 2.                                 | "What Time is It?"                                  | 3:18    |  |

## Desempenho nas tabelas musicais

### Paradas semanais
| Chart (2007)                                 | Maior posição |
| -------------------------------------------- | ------------- |
| Austrália (ARIA)                             | 20            |
| Canadá (Canadian Hot 100)                    | 66            |
| Estados Unidos (Billboard Hot Singles Sales) | 1             |
| Estados Unidos (Billboard Hot 100)           | 6             |
| Irlanda (IRMA)                               | 10            |
| Reino Unido (UK Singles Chart)               | 20            |

## Versões em outros idiomas
"What Time Is It?" foi adaptada para alguns idiomas, para fins promocionais de divulgação de High School Musical 2 em diversos países.
| Nome               | Idioma               | Cantada por                                                 |
| ------------------ | -------------------- | ----------------------------------------------------------- |
| Que Tempo é Esse?  | Português (Brasil)   | Elenco de High School Musical: A Seleção (Brasil)           |
| ¿Qué Viene Aquí?   | Espanhol (Argentina) | High School Musical "La Selección" (Argentina)              |
| Szerelemnyár       | Húngaro              | Zentai Mark & Rozman Alexandra                              |
| Kya Mast Hai Life? | Hindi                | Naresh Kamath, Neuman Pinto, Shweta Pandit, Sunidhi Chauhan |